# 알나사르 항공
알나사르 항공(영어: Al-Naser Airlines)은 이라크의 전세 항공사로 2005년 설립되어 바그다드에 본사를 두고 있으며 바그다드 국제공항을 거점으로 운항하고 있다.

## 운항 노선[2]
- 독일
  - 프랑크푸르트 - 프랑크푸르트 국제공항
- 이라크
  - 바그다드 - 바그다드 국제공항 허브
  - 아르빌 - 아르빌 국제공항
  - 나자프 - 알자나프 국제공항
  - 술라이마니야 - 술라이마니야 국제공항
- 쿠웨이트
  - 쿠웨이트 시티 - 쿠웨이트 국제공항
- 스웨덴
  - 스톡홀름 - 스톡홀름 알란다 국제공항
  - 말뫼 - 말뫼 공항
- 영국
  - 런던 - 런던 개트윅 국제공항